# Jacquemontia tuerckheimii
Jacquemontia tuerckheimii är en vindeväxtart som beskrevs av Ignatz Urban. Jacquemontia tuerckheimii ingår i släktet Jacquemontia och familjen vindeväxter. Inga underarter finns listade i Catalogue of Life.